# Piolet
Cet article possède un paronyme, voir Thiollet.
Pour l’article ayant un titre homophone, voir Piollet.

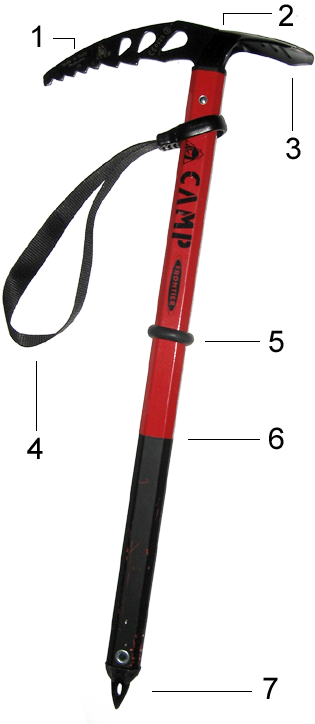
Piolet
1 - lame
2 - tête
3 - panne
4 - dragonne
5 - butoir de dragonne
6 - manche avec une prise en gomme
7 - pointe ou pique

Un piolet est un outil polyvalent d'alpinisme utilisé par l'alpiniste quand il évolue sur glacier ou dans des pentes raides de neige ou de glace. Il est généralement associé à une paire de crampons.

## Caractéristiques
Un piolet comporte 6 éléments :
- une lame (1) — pièce métallique effilée de forme incurvée ou en crochet s'étirant de la tête jusqu'à la pointe équipée de dents. La forme en crochet qui caractérise les piolets dits « techniques » permet un ancrage plus efficace dans les pentes raides ;
- une tête (2) — habituellement constituée d'acier et comprenant la panne et la lame. L'alpiniste tient le piolet naturellement par la tête lorsqu'il progresse sur glacier ou pour exercer une forte pression pour s'arrêter en cas de glissade ou encore pour s'auto-assurer. Il y a un trou au centre de la tête pour y passer un mousqueton ou fixer une dragonne ;
- une panne (3) — la partie plate et large de la tête est utilisée pour tailler des marches dans la neige dure. Elle est souvent conçue pour améliorer la préhension du piolet par la tête. Elle est parfois remplacée par un marteau, pour permettre l'utilisation de pitons (piolet-marteau). Les piolets modernes d'alpinisme technique (escalade mixte ou goulotte) ne comportent généralement ni panne ni marteau, car ils ne sont pas conçus pour être utilisés comme piolet-canne et les coinceurs sont généralement préférés aux pitons ;
- une dragonne (4) — une sangle avec une boucle ajustable pour maintenir le piolet en main. Certains piolets modernes de cascade de glace sont sans dragonne et utilisent des manches ergonomiques avec des courbes et prises (poignées) prononcées.
- un manche (6) — habituellement constitué de métal (par exemple de l'aluminium ou du titane) ou d'un matériau composite comme la fibre de verre, le Kevlar ou des filaments de carbone. À l'origine, les piolets avaient un manche en bois, mais la légèreté et la durabilité des piolets modernes ont relégué ces piolets en bois au musée ;
- une pointe ou pique (7) — une pointe aiguisée à l'extrémité du manche est utilisée pour planter le piolet dans la neige pour la stabilité, l'équilibre et la sûreté.

Un piolet bien ancré dans la glace peut soutenir un poids de 300 kg, selon la nature du manche et surtout selon la qualité de l'ancrage.
Dans le jargon de l'alpinisme, les piolets techniques sont également désignés sous le nom d'« outils ».

## Utilisation

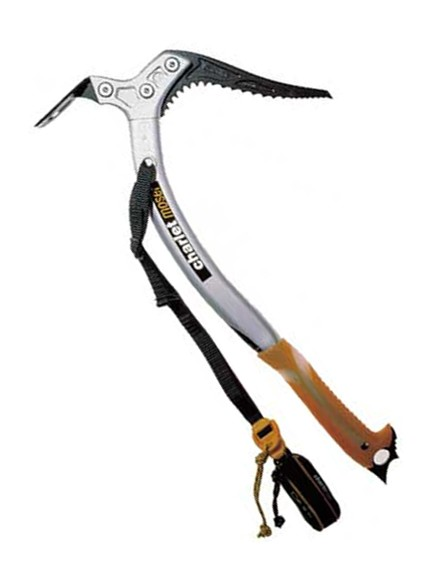
Piolet-traction moderne pour la cascade, avec lame-banane, manche courbé et dragonne.

Les piolets font de 40 à 90 centimètres de long. Les piolets de 40 à 60 cm sont plus adaptés en cascade de glace ou goulotte, alors que les piolets plus longs sont utilisés pour des tâches polyvalentes d'alpinisme. Il existe également des piolets de randonnée, peu techniques, destinés à la progression facile sur terrain enneigé. Cependant, leur longueur tend à diminuer en raison de la généralisation des bâtons de marche.
Le piolet peut être utilisé comme aide pour l'escalade sur rocher (technique du dry-tooling) mais aussi comme outil d'assurage pour arrêter une chute incontrôlée sur glacier, couloir ou névé.
Il existe deux types de piolets, différenciés par leur résistance :
- les piolets basiques, marqués B, ont des résistances inférieures à celles des piolets techniques (le manche en particulier, doit résister à une charge de 2,5 kN — environ 250 kg — pour une longueur de 50 cm) ;
- les piolets techniques marqués T, ont des résistances élevées (le manche en particulier, doit résister à une charge de 3,5 kN — environ 350 kg — pour une longueur de 50 cm).

La plupart des sacs à dos conçus pour l'alpinisme comportent des boucles pour transporter un ou deux piolets attachés extérieurement sur le sac.

## Technique
Il existe une multitude de techniques d'utilisation du piolet en fonction de la qualité de la neige ou de la glace et de la raideur de la pente : piolet-traction, piolet-ancre, piolet-panne, piolet-canne, etc.
Dans l'alpinisme moderne, le piolet peut être utilisé pour progresser en falaise ou dans des passages rocheux qui alternent avec des passages en glace (technique du dry-tooling).
Il peut aussi être utilisé en neige comme point d'ancrage pour réaliser un rappel avec un système de cordelettes qui permet de récupérer le piolet une fois la descente effectuée (piolet éjectable).

## Modèles

### Piolet de randonnée
Léger, doté d'un manche long et droit, ce piolet, utilisé comme canne, est adapté à la progression sur des terrains peu techniques. Sa panne permet la taille de marches, ce qui le destine aux randonneurs évoluant en altitude (traversée de névés, etc.) et aux amateurs de randonnées glaciaires.

### Piolet d'alpinisme
Pour l'alpinisme classique, le piolet est généralement plus court que le piolet de randonnée et conçu pour les courses de neige pouvant présenter des passages en glace ou des franchissements de rimaye. Pour les courses plus techniques, le piolet, encore plus court, présente un manche galbé pour davantage d'inertie dans la frappe sur glace. Il s'utilise par paire.

### Piolet de cascade
Le piolet pour cascade de glace possède un manche très court (environ 50 cm) et courbé avec une lame très inclinée pour garantir une accroche optimale dans la glace vive. Également désigné sous le nom de piolet-traction, il s'utilise par paire.

### Piolet de dry-tooling
Le piolet de dry-tooling se distingue de celui pour la glace par sa lame plus épaisse pour résister aux torsions et aux contraintes propres au rocher, avec un nombre de dents plus important pour un meilleur crochetage.

### Piolet de ski de randonnée
Selon le niveau de difficulté de la randonnée, le piolet sera choisi dans l'éventail des outils proposés précédemment. Il existe toutefois un piolet dédié au ski de randonnée et qui privilégie légèreté, polyvalence, pour un encombrement minimal.

## Les piolets dans l'histoire

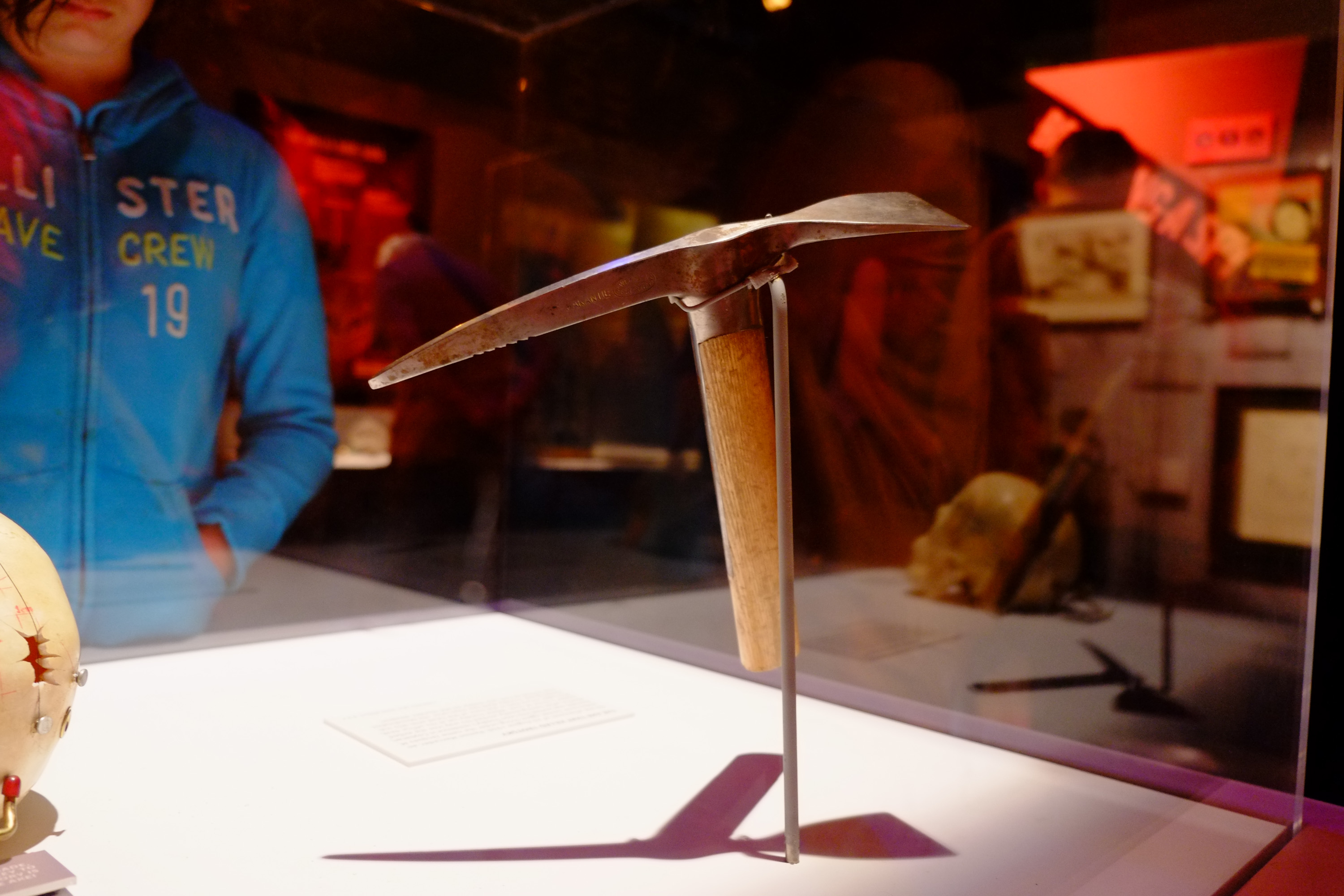
Piolet avec lequel Ramón Mercader a tué Léon Trotski. Il apparaît ici dans une exposition temporaire au Franklin Institute de Philadelphie.

Finalement nés de la réunion entre une courte hachette et l'alpenstock (long bâton muni d'une pointe de fer), les piolets sont apparus tard dans l'histoire de l'alpinisme. En général, on utilisait des outils courants dont l'utilité était adaptée à la montagne. C'est ainsi qu'en 1860, William Mathews, Michel Croz, Étienne Favre en étaient dépourvus pour gravir la Grande Casse. Ils durent alors tailler 800 marches dans la glace à l'aide d'une hache. 
Un piolet (longtemps considéré de marque Simond) a été utilisé en 1940 par Ramón Mercader pour assassiner à Mexico l'opposant de Staline, Léon Trotski, : l'outil figure en conséquence dans le film de 1972 qui relate cet assassinat, film réalisé par Joseph Losey, le meurtrier étant interprété par Alain Delon,,.